# Sutton Howgrave
Sutton Howgrave – osada w Anglii, w North Yorkshire. Sutton Howgrave jest wspomniana w Domesday Book (1086) jako Suctone.